# 히야시라멘

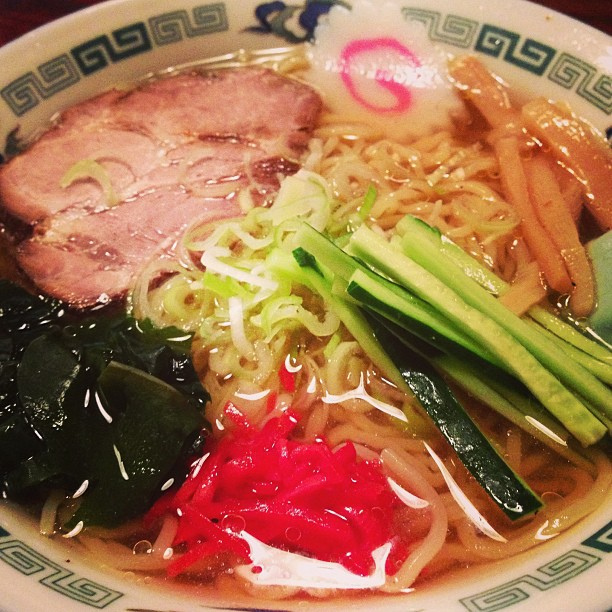
야마가타의 히야시라멘

히야시라멘(일본어: 冷やしラーメン)은 일본 야마가타현과 후쿠시마현 등의 지역에서 향토요리로, 국수 요리 중 하나다.
차가운 라멘이며, 스프와 국수도 차갑고 얼음을 띄우기도 한다. 히야시추카와 달리 일반 라멘과 마찬가지로 국물과 국수가 듬뿍 담겨 있다. 스프는 간장 맛이 일반적이며 히야시추카처럼 산미는 강하지 않다.
홋카이도에서는 히야시추카를 히야시라멘이라고 부르기도 한다.